# Belén Montilla
Belén Montilla Torreblanca (Arica, 24 de junio de 1983) es una modelo y exreina de belleza, que fue escogida Miss Universo Chile 2006. Fue elegida el 5 de julio de ese año por el jurado presidido por el diseñador José Cardoch y la organización de Coca Cané. Montilla representó a Chile en el concurso Miss Universo 2006.

## Miss Chile 2006
Belén compitió en el concurso nacional con otras nueve candidatas, donde resultó ganadora por sobre Estefanía Melus, primera finalista y Miss Chile para Miss Continente Americano 2006. Dentro de las candidatas se encontraba Marie Ann Salas, que no pudo seguir en el concurso por sufrir un accidente, pero que luego se convertiría en Miss Chile Internacional 2007 y Miss Turismo Internacional Chile 2008. A los pocos días de ganar, Belén Montilla partío a la final internacional en Los Ángeles, Estados Unidos, que se realizó el 23 de julio del mismo año. Montilla no logró clasificar y la corona de Miss Universo 2006 fue ganada por Zuleyka Rivera, Miss Puerto Rico.
| Predecesor: Renata Ruiz | Miss Universo Chile 2006 | Sucesor: Vanessa Ceruti |